# Apertura piriformis
Die Apertura piriformis (lat.: apertura „Öffnung“; piriformis „birnenförmig“) ist die Öffnung des Gesichtsschädels zur knöchernen Nasenhöhle. Sie wird durch die aus Knorpel aufgebaute Nase abgedeckt und lässt sich im oberen und seitlichen Bereich gut als knöcherne Kante tasten.
Gebildet wird sie hauptsächlich durch den rechten und linken Oberkieferknochen, die sich an der unteren Kante zur Spina nasalis anterior vereinigen; im oberen Anteil begrenzt das Nasenbein die Öffnung. Die knorpelige Nasenscheidewand (Nasenseptum) teilt sie in zwei Hälften.
Die Apertura piriformis kann durch angeborene Fehlbildungen oder durch Mittelgesichtsfrakturen oder eine Nasenbeinfraktur eingeengt werden, so dass eine operative Erweiterung durch laterale Osteotomien im Rahmen einer Rhinoplastik notwendig werden kann.

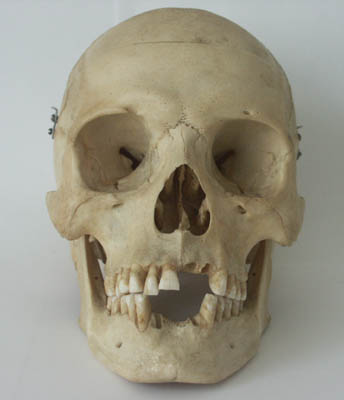
Durch die Apertura piriformis hat man freien Blick in die Nasenhaupthöhle.
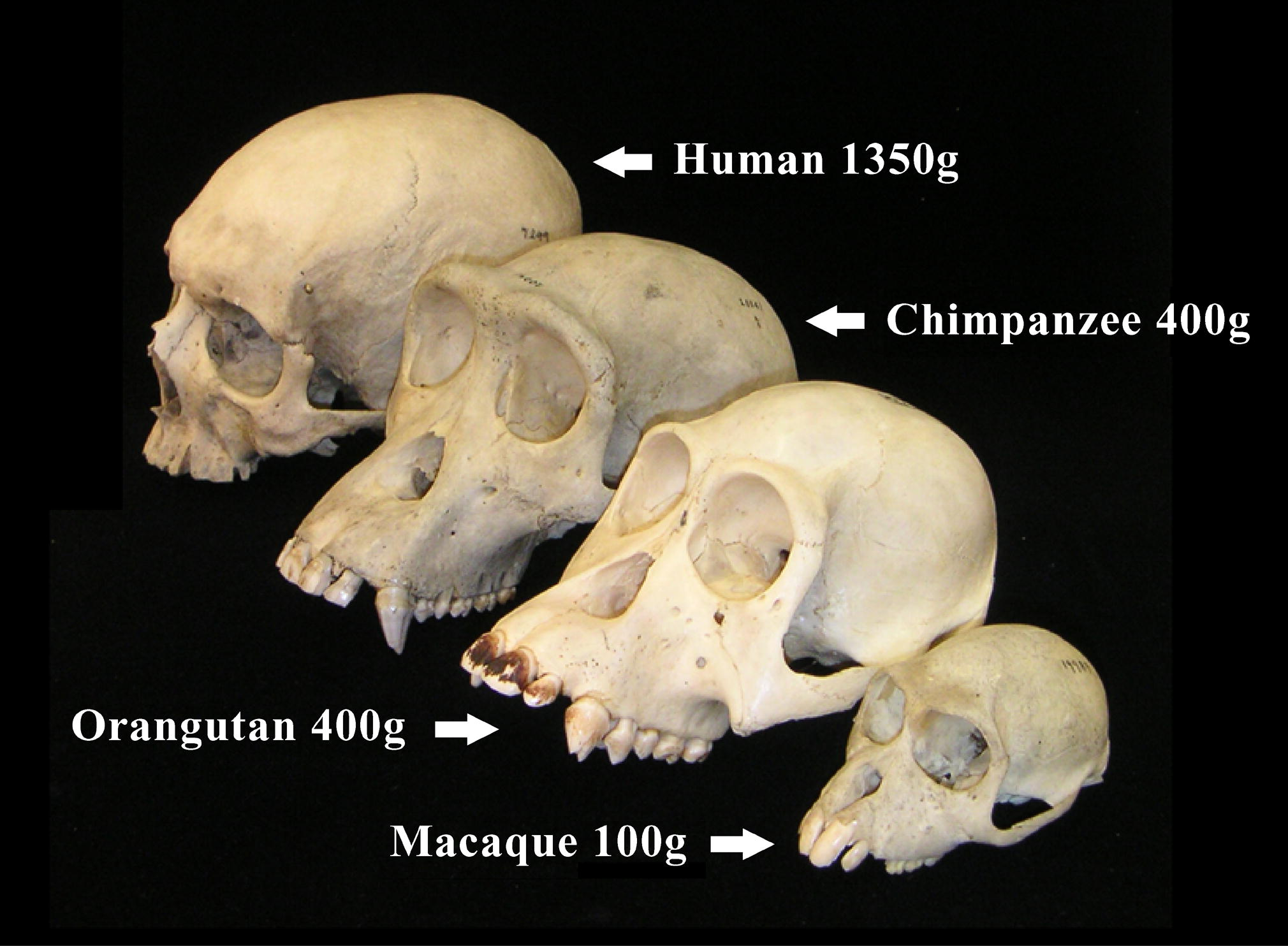
Bei anderen Primaten ist die Apertura piriformis flacher als beim Menschen.
Die Apertura piriformis ist für das charakteristische Aussehen des Totenkopfschädels verantwortlich.
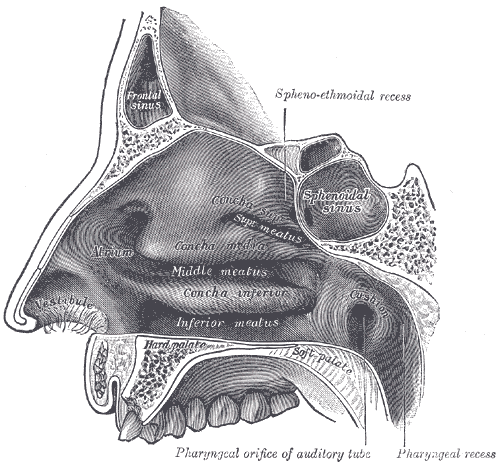
Seitlicher Einblick